# نوغوکان
نوغوکان یا نوغوک‌سانیان (نام علمی: Neobatrachia) نام یک زیرراسته از راسته بی‌دمان است.